# Jogos do Mediterrâneo de 2009
Os XVI Jogos do Mediterrâneo foram realizados em Pescara (Itália), de 26 de junho a 5 de julho de 2009, com a denominação Pescara 2005. 20 países banhados pelo Mar Mediterrâneo irão participar enquanto 3 são convidados. Será a primeira participação de Andorra, enquanto Sérvia e Montenegro participam pela primeira vez como países independentes. Esta é a terceira vez que a Itália organizará os jogos desde Nápoles 1963 e os Bari 1997.
Os Jogos do Mediterrâneo tem a peculiaridade de não incluir todos os esportes olímpicos já que alguns são excluídos e outros são aceitos. O Comitê Organizador escolheu 29 esportes para esta edição.

## Sedes
Os jogos contam com uma sede central na cidade de Pescara, e dez sub-sedes na Região do Abruzzo sendo elas Chieti (Futebol, Vôlei, Ginástica Artística e Hipismo), L´Aquilla (futebol), Lanciano (futebol e tênis de mesa), Teramo (Futebol e Basquete), Bomba (canoagem e remo), Avezano (boxe), Francavilla al mare (Futebol), Manoppello (tiro), Miglianico (golfe), Montesilvano (vôlei), Ortona (basquete), Pineto (esgrima), Roseto degli Abruzzi (basquete), Silvi Marina (Ginástica Ritmica) e Vasto (vôlei). Os eventos culturais estão sediados na cidade de Pescara.

### Calendário
Os Jogos foram realizados de 26 de junho a 5 de julho 2009. O torneio de futebol começa um dia antes no dia 25 de junho. O Estádio Adriático de Pescara foi escolhido para a Cerimônia de Abertura, enquanto o Stadio Del Mare irá sediar a Cerimônia de Encerramento.
| ● | Cerimonia de Abertura | ● | Competições | ● | Finais | ● | Cerimonia de Encerramento |

|                      | Junho/Julho |    |    |    |    |    |    |    |    |    |    |
| Eventos              | 25          | 26 | 27 | 28 | 29 | 30 | 01 | 02 | 03 | 04 | 05 |
| Cerimônias           |             | ●  |    |    |    |    |    |    |    |    | ●  |
| Atletismo            |             |    |    |    |    | ●  | ●  | ●  | ●  |    |    |
| Basquete             |             | ●  | ●  | ●  | ●  | ●  | ●  | ●  | ●  | ●  |    |
| Bocha                |             |    |    | ●  | ●  | ●  | ●  | ●  | ●  |    |    |
| Boxe                 |             |    | ●  | ●  | ●  | ●  | ●  | ●  |    |    |    |
| Caratê               |             |    |    |    |    | ●  | ●  |    |    |    |    |
| Canoagem             |             |    |    |    |    |    |    |    | ●  | ●  | ●  |
| Ciclismo             |             |    |    |    |    | ●  |    |    | ●  |    |    |
| Esgrima              |             |    |    | ●  | ●  | ●  |    |    |    |    |    |
| Esqui                |             |    | ●  | ●  | ●  |    |    |    |    |    |    |
| Futebol              | ●           |    | ●  |    | ●  |    | ●  |    | ●  | ●  | ●  |
| Ginástica            |             |    |    |    | ●  | ●  | ●  | ●  | ●  |    |    |
| Ginástica Ritmica    |             | ●  | ●  |    |    |    |    |    |    |    |    |
| Golfe                |             |    |    |    | ●  | ●  | ●  | ●  |    |    |    |
| Handebol             |             | ●  | ●  | ●  | ●  | ●  | ●  | ●  | ●  | ●  | ●  |
| Hipismo              |             |    |    |    |    |    | ●  |    | ●  |    |    |
| Judô                 |             |    |    |    |    |    |    | ●  | ●  | ●  | ●  |
| Levantamento de Peso |             | ●  | ●  | ●  | ●  | ●  |    |    |    |    |    |
| Lutas                |             | ●  | ●  | ●  | ●  |    |    |    |    |    |    |
| Natação              |             | ●  | ●  | ●  | ●  | ●  |    |    |    |    |    |
| Patinação In Line    |             |    |    | ●  |    |    |    |    |    |    |    |
| Para Desporto        |             |    |    |    |    | ●  | ●  | ●  |    |    |    |
| Pólo Aquático        |             |    |    |    | ●  | ●  | ●  | ●  |    | ●  |    |
| Remo                 |             |    | ●  | ●  | ●  |    |    |    |    |    |    |
| Tênis                |             |    | ●  | ●  | ●  | ●  | ●  |    |    |    |    |
| Tênis de Mesa        |             |    |    |    |    | ●  | ●  | ●  | ●  | ●  |    |
| Tiro                 |             |    | ●  | ●  | ●  | ●  | ●  | ●  | ●  |    |    |
| Vela                 |             |    |    | ●  | ●  | ●  | ●  | ●  | ●  | ●  |    |
| Vôlei                |             |    |    | ●  | ●  | ●  | ●  | ●  | ●  | ●  | ●  |
| Vôlei de Praia       |             |    |    | ●  | ●  | ●  | ●  | ●  | ●  |    |    |
| Junho/Julho          | 25          | 26 | 27 | 28 | 29 | 30 | 01 | 02 | 03 | 04 | 05 |

## Medalhas
| Pos.                | País                 | Ouro | Prata | Bronze | Total |
| ------------------- | -------------------- | ---- | ----- | ------ | ----- |
| 1º                  | Itália               | 71   | 51    | 65     | 187   |
| 2º                  | França               | 51   | 61    | 39     | 151   |
| 3º                  | Espanha              | 28   | 21    | 38     | 87    |
| 4º                  | Turquia              | 20   | 19    | 26     | 65    |
| 5º                  | Grécia               | 19   | 14    | 35     | 66    |
| 6º                  | Tunísia              | 13   | 11    | 13     | 37    |
| 7º                  | Egito                | 11   | 10    | 13     | 34    |
| 8º                  | Sérvia               | 9    | 13    | 13     | 35    |
| 9º                  | Eslovênia            | 7    | 9     | 10     | 26    |
| 10º                 | Marrocos             | 6    | 9     | 6      | 21    |
| 11º                 | Croácia              | 5    | 12    | 11     | 28    |
| 12º                 | Chipre               | 3    | 4     | 1      | 8     |
| 13º                 | Albânia              | 2    | 4     | 0      | 6     |
| 14º                 | Argélia              | 2    | 3     | 13     | 18    |
| 15º                 | Síria                | 2    | 3     | 7      | 12    |
| 16º                 | Montenegro           | 2    | 2     | 3      | 7     |
| 17º                 | San Marino           | 1    | 3     | 2      | 6     |
| 19º                 | Líbia                | 1    | 0     | 6      | 7     |
| 19º                 | Bósnia e Herzegovina | 0    | 3     | 5      | 8     |
| 20º                 | Malta                | 0    | 1     | 0      | 1     |
| 20º                 | Mónaco               | 0    | 1     | 0      | 1     |
|                     | Total                | 253  | 254   | 305    | 812   |
| Fonte: Site oficial |                      |      |       |        |       |

## Processo de Seleção
O Comitê Olímpico Italiano recebeu proposta de várias cidades, entre as quais: Catânia, Cagliari, Gênova, Latina, Messina, Nápoles, Palermo, Pescara, Pisa, Rimini, Trieste, Veneza, mais somente Pescara tinha as condições pedidas pelo mesmo.
As outras cidades candidatas foram:
- Patras, Grécia
- Rijeka,  Croácia

A cidade de Rijeka  foi eliminada na primeira rodada por não seguir o pedido pelo Comitê Internacional dos Jogos do Mediterranêo,e as demais rodadas foram disputadas por Patras e Pescara.
A sede dos XVI Jogos do Mediterrâneo foi escolhida em 18 outubro de 2003 em Aguadulce, nos subúrbios de Almeria  Espanha. A cidade de Rijeka tirou sua candidatura antes da primeira rodada;. A cidade vencedora precisava de 42 votos e durante a primeira rodada pescara teve 41 enquanto Patras teve 37, na terceira e ultima rodada Pescara teve os 42 necessários enquanto Patras teve 36.